# Nevy-lès-Dole
Nevy-lès-Dole är en kommun i departementet Jura i regionen Bourgogne-Franche-Comté i östra Frankrike. Kommunen ligger i kantonen Dole-Sud-Ouest som tillhör arrondissementet Dole. År 2022 hade Nevy-lès-Dole 290 invånare.

## Befolkningsutveckling
Antalet invånare i kommunen Nevy-lès-Dole
Referens:INSEE